# Kraftwerk Hazelwood
Das Kraftwerk Hazelwood war ein mit Braunkohle betriebenes Kohlekraftwerk im australischen Bundesstaat Victoria. Es befindet sich nahe der Stadt Morwell, diente der Abdeckung von Grundlast und produzierte ca. 1/4 der benötigten elektrischen Energie im Bundesstaat Victoria. Die Kraftwerksanlage bestand aus acht Blöcken mit einer elektrischen Gesamtleistung von 1675 MW. Die Abwärme wurde nicht als Fernwärme genutzt. Statt Kühltürmen wurden mehrere in der Umgebung des Kraftwerks angelegte Baggerseen zur Kühlung genutzt.
Das Kraftwerk stellte Ende März 2017 seinen Betrieb ein. 

## Historie

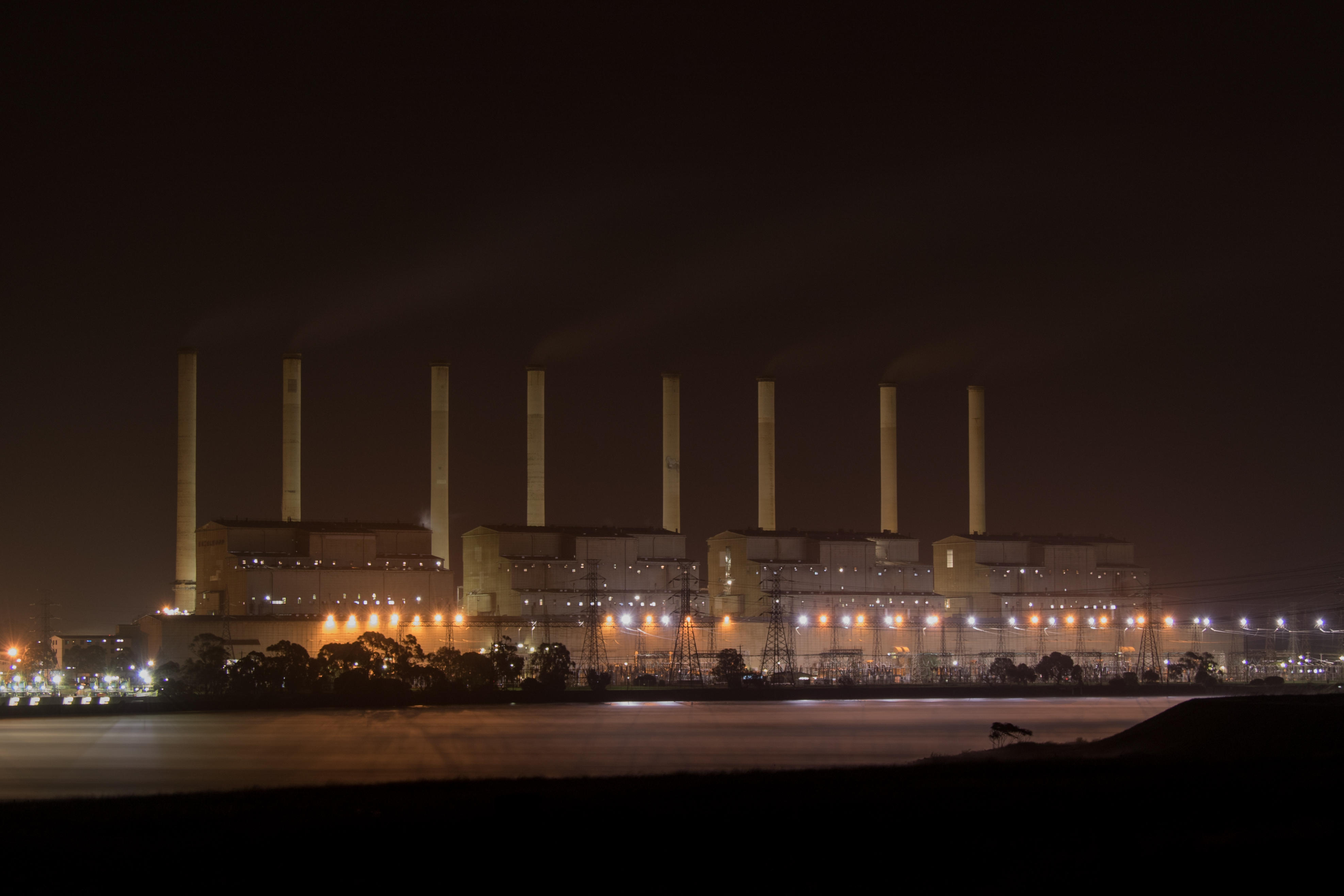
Anlage bei Nacht

Der Bau der Kraftwerksanlage wurde 1959 gestartet, 1964 wurden die ersten von sechs Blöcken mit einer Leistung von je 200 MW in Betrieb genommen, im Jahr 1971 wurde der letzte der ursprünglich geplanten sechs Blöcke fertiggestellt. Noch während der Bauzeit Ende der 1960er Jahre wurden wegen hoher Energienachfrage zwei weitere Kraftwerksblöcke genehmigt und mit dem Bau begonnen, welche 1970 und 1971 fertiggestellt wurden. Damit weist die Kraftwerksanlage seit 1971 acht Blöcke auf. Unter dem Premierminister von Victoria Jeff Kennett wurde das Kraftwerk 1993 privatisiert.
Die Braunkohle für den Betrieb wurde aus nahegelegenen Tagebaugebieten im Latrobe Valley gewonnen. Der jährliche Ausstoß des gesamten Kraftwerkskomplexes wurde auf 17 Millionen Tonnen Kohlendioxid (CO2) geschätzt und war aufgrund der Emissionen von Kontroversen begleitet. Es galt als „dreckigstes Kohlekraftwerk“ des Landes, das mehr als 5 % des australischen Treibhaus-Ausstoßes erzeugte. Die Umweltstiftung WWF erklärte die Anlage im Jahr 2005 sogar zur schmutzigsten in allen Staaten der Organisation für wirtschaftliche Zusammenarbeit und Entwicklung (OECD).
2014 griffen Buschbrände auf die Kohlegrube des Kraftwerks über und loderten 45 Tage lang. Der Betreiberkonzern ENGIE wurde zu einer Zahlung von umgerechnet 960.000 Euro verurteilt, weil er nicht auf solche Brände vorbereitet gewesen war.

## Stilllegung
Das Kraftwerk speiste Ende März 2017 zum letzten Mal Energie ins Netz. Laut Betreiber wäre eine Investition von mehreren hundert Millionen AUD nötig gewesen, um das Kraftwerk weiter wirtschaftlich betreiben zu können. Angesichts der Marktbedingungen sei diese Investition nicht zu rechtfertigen gewesen. Regierungsangaben zufolge stammten 2015 annähernd zwei Drittel des Stroms aus Kohlekraftwerken. Australien hatte zu diesem Zeitpunkt die höchsten Pro-Kopf-Emissionen der Welt.
Für die Verbraucher im Bundesstaat South Australia führte die Stilllegung zu steigenden Strompreisen. Darüber hinaus warnte der Australian Energy Market Operator (AEMO) vor den negativen Folgen für die Sicherheit und Stabilität des Stromnetzes in South Australia.
Zwei Drittel der 750 Angestellten verloren 2017 ihren Arbeitsplatz. Die übrigen 250 Mitarbeiter sollen den Rückbau der Anlage begleiten. ENGIE will das Braunkohleabbaugebiet renaturieren.
Im Mai 2020 wurden die acht jeweils 137 Meter hohen Schornsteine gesprengt. Die Abrissarbeiten sollen 2022 abgeschlossen sein.